# Jaume Sospedra i Julià
Jaume Sospedra i Julià (Sant Boi de Llobregat, 5 de novembre de 1913 - Colònia Güell, Santa Coloma de Cervelló, 31 de juliol de 1990) fou un futbolista català dels anys 1930 i 1940.

## Trajectòria
Extrem dret de gran regat i especialista en les centrades. Començà al Güell FC, club de la Colònia Güell. El 1931 fitxà pel FC Santboià, i tres anys més tard pel CF Gavà. Un any més tard ingressà al CE Sabadell on romangué fins a 1939.
Amb la represa de les competicions després de la Guerra Civil espanyola el 1939 ingressa al FC Barcelona. Romangué durant vuit temporades en les quals guanyà una lliga, la temporada 1944-45, i una copa, com a títols més destacats. En la victòria a la copa, la temporada 1941-42, fou l'autor de la centrada del gol de la victòria (4-3) que rematà Marià Martín a la pròrroga. Va jugar un total de 161 partits i va marcar 38 gols al club. El 1947 abandonà el club fitxant pel RCD Espanyol, on jugà una temporada. Acabà la seva carrera futbolística a l'Espanya Industrial, Santboià i Güell.
Fou internacional amb la selecció catalana de futbol entre 1932 i 1946.

## Palmarès
FC Barcelona
- Lliga espanyola: 1
  - 1944-45
- Copa espanyola: 1
  - 1941-42
- Copa d'Or Argentina: 1
  - 1944-45